# 明切特要塞

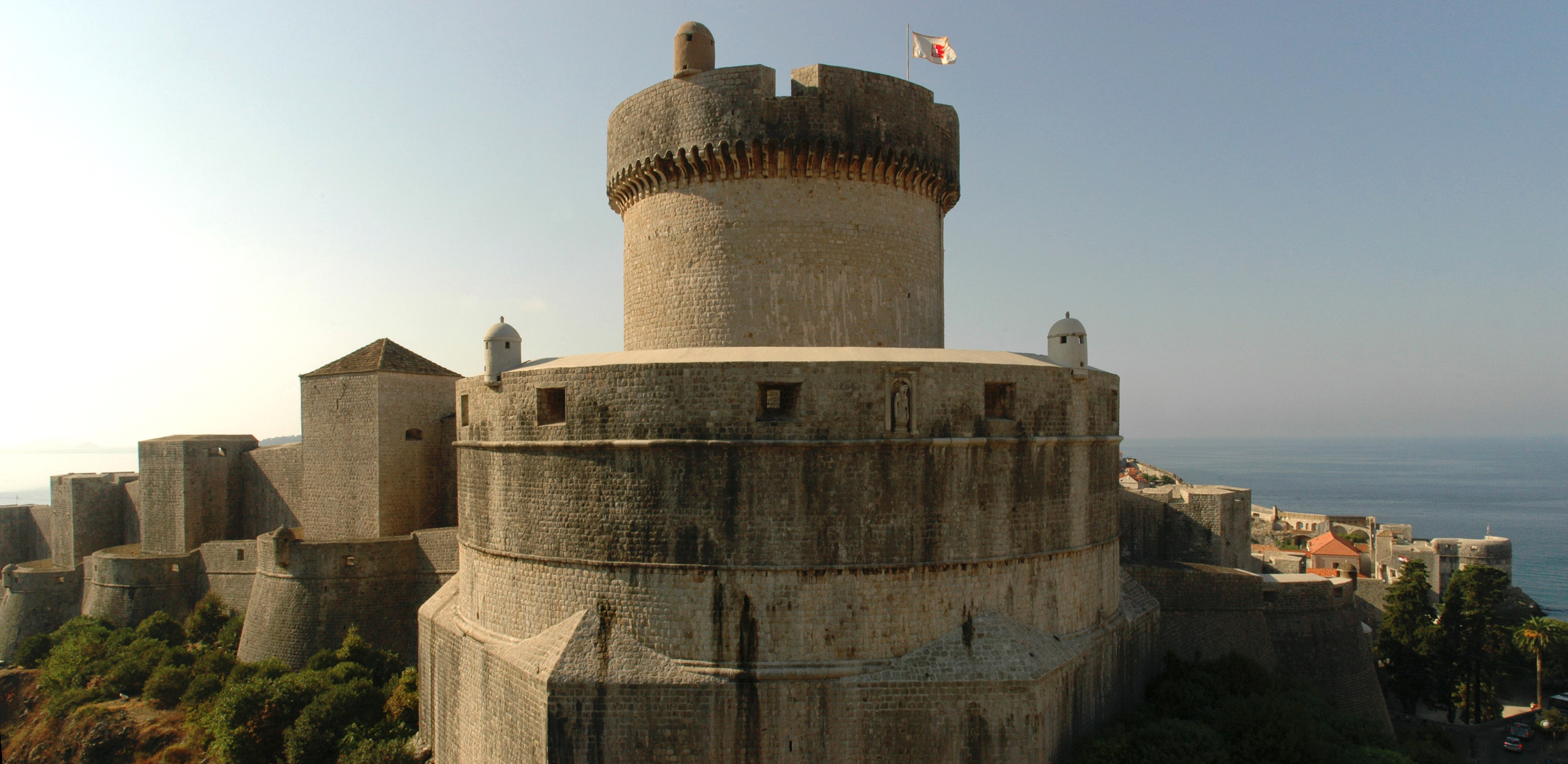

明切特要塞（Kula Minčeta）是杜布罗夫尼克城墙的四大要塞之一，自1464年建成后，即成为布罗夫尼克“不可征服”城市的象征。它与圣伯拉削同为杜布罗夫尼克的独特标志。
由于明切特要塞位于杜布罗夫尼克城墙的最高点，一面面对山麓的城市，另一面面对开阔的大海，非常适合在此眺望令人难忘的壮丽景色。

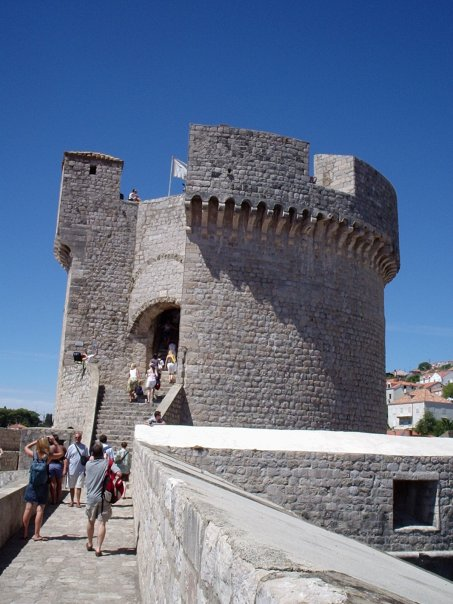

## 历史
这座要塞的建造分为两个阶段。在第一阶段，它是四方形的，建于1319年，由一位名叫尼西弗·兰吉纳（Nicifor Ranjina）的当地建筑商建造。
1453年，君士坦丁堡陷落。1455年，拉古萨共和国决定改造明切特要塞。1461年，欧洲最著名的建筑师之一米开罗佐 受教宗庇护二世派遣，从佛罗伦萨来到拉古萨，在早期的四边形堡垒周围，米开罗佐使用新的战争技术，建造了一座新的圆塔。墙厚6米，开有若干枪眼炮孔，成为城防体系中最突出的点。
1463年，土耳其占领了波斯尼亚，在土耳其威胁最严重时，米开罗佐加快了工作进度。他离开拉古萨后，明切特工程由尤拉吉·达尔马蒂纳克（Juraj Dalmatinac）接手。整体建筑理念得到了延续，而高度的增加，使其更为宏伟。建筑师和雕塑家扎达尔的乔治·达塞贝尼科（Giorgio da Sebenico）继续在明切特要塞工作，设计并建造了高窄的圆塔。1464年，明切特要塞竣工，成为拉古萨实力的象征。
经过长时间的挖掘，在明切特要塞的上塔（Gornji ugao）下发现了一座 16世纪的大炮铸造厂，现在是一个博物馆。